# Hollister (Californie)
Hollister est le siège du comté de San Benito, situé dans l’État de Californie, aux États-Unis. Sa population s’élevait à 34 928 habitants lors du recensement de 2010, estimée à 39 749 habitants en 2018.

## Histoire
La ville fut fondée le 19 novembre 1868 par William Welles Hollister. La cité reçut le statut de ville incorporée le 29 août 1872.
En 1947, un rassemblement de motards dégénéra en émeute, inspirant le film L'Équipée sauvage.

## Démographie
Au recensement de 2000, la ville comptait 34 413 habitants, 9 716 ménages et 8 044 familles pour une densité de 2 022 hab./km2. Au recensement de 2010, la population était passée à 34928 habitants , à celui de 2020, elle atteint 41678 habitants.
Le revenu médian par ménage était de 56 104 $ et 9,5 % de la population vivait en dessous du seuil de pauvreté.
| 1880  | 1890  | 1900  | 1910  | 1920  | 1930  |
| ----- | ----- | ----- | ----- | ----- | ----- |
| 1 034 | 1 234 | 1 315 | 2 308 | 2 781 | 3 757 |

| 1940  | 1950  | 1960  | 1970  | 1980   | 1990   |
| ----- | ----- | ----- | ----- | ------ | ------ |
| 3 881 | 4 903 | 6 071 | 7 663 | 11 488 | 19 212 |

| 2000   | 2010   | 2020   | - | - | - |
| ------ | ------ | ------ | - | - | - |
| 34 413 | 34 928 | 41 678 | - | - | - |

## Galerie

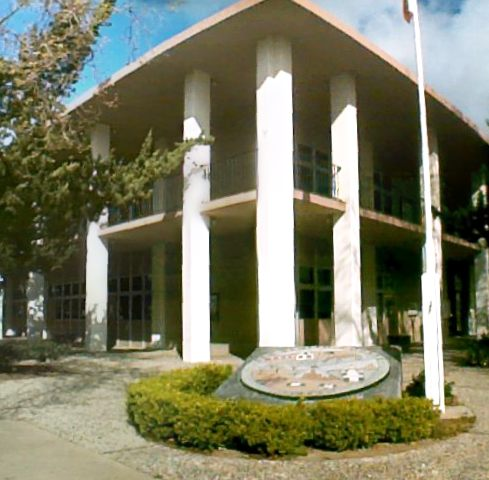
La cour de justice du comté
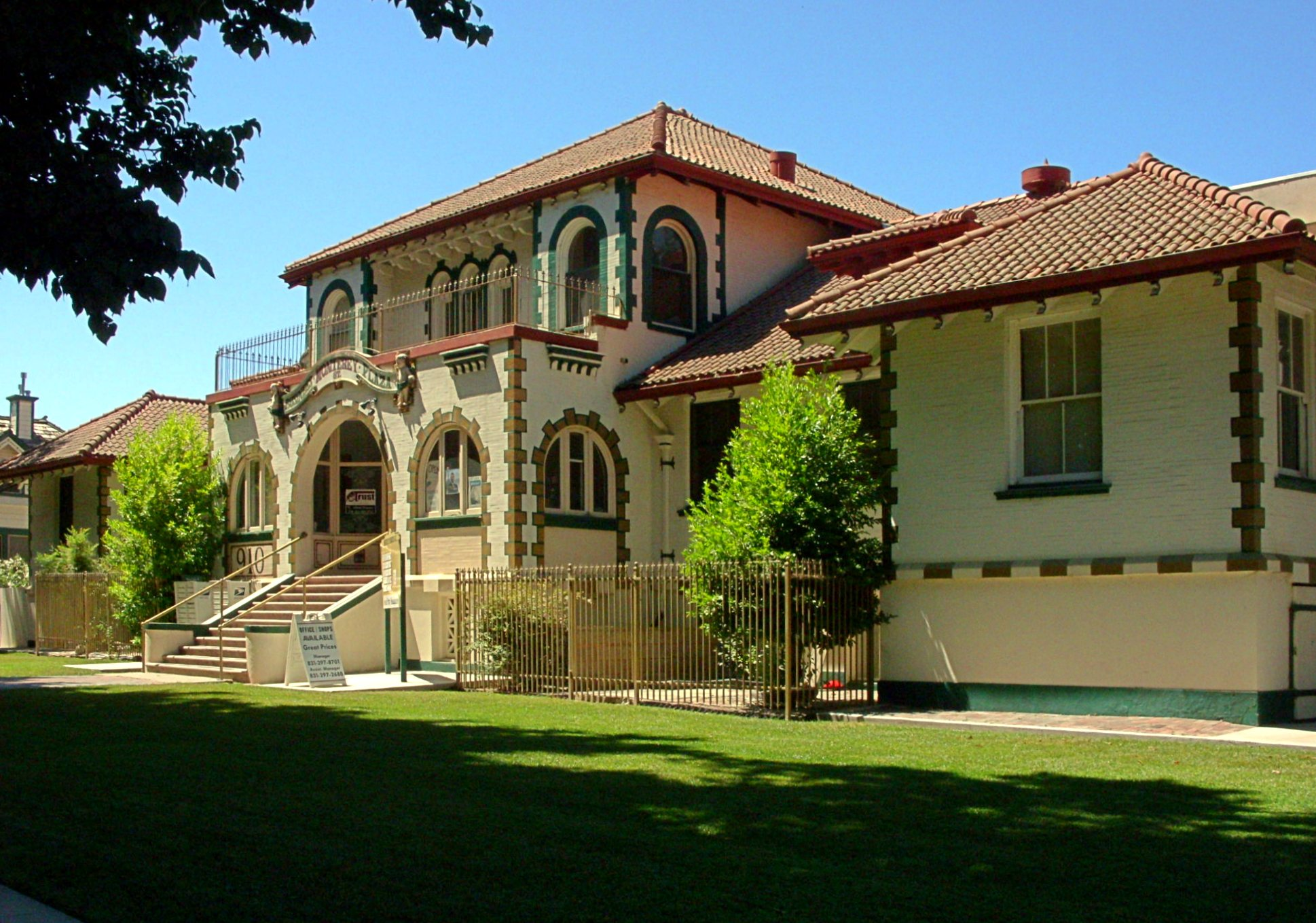
L’hôpital Hazel Hawkins
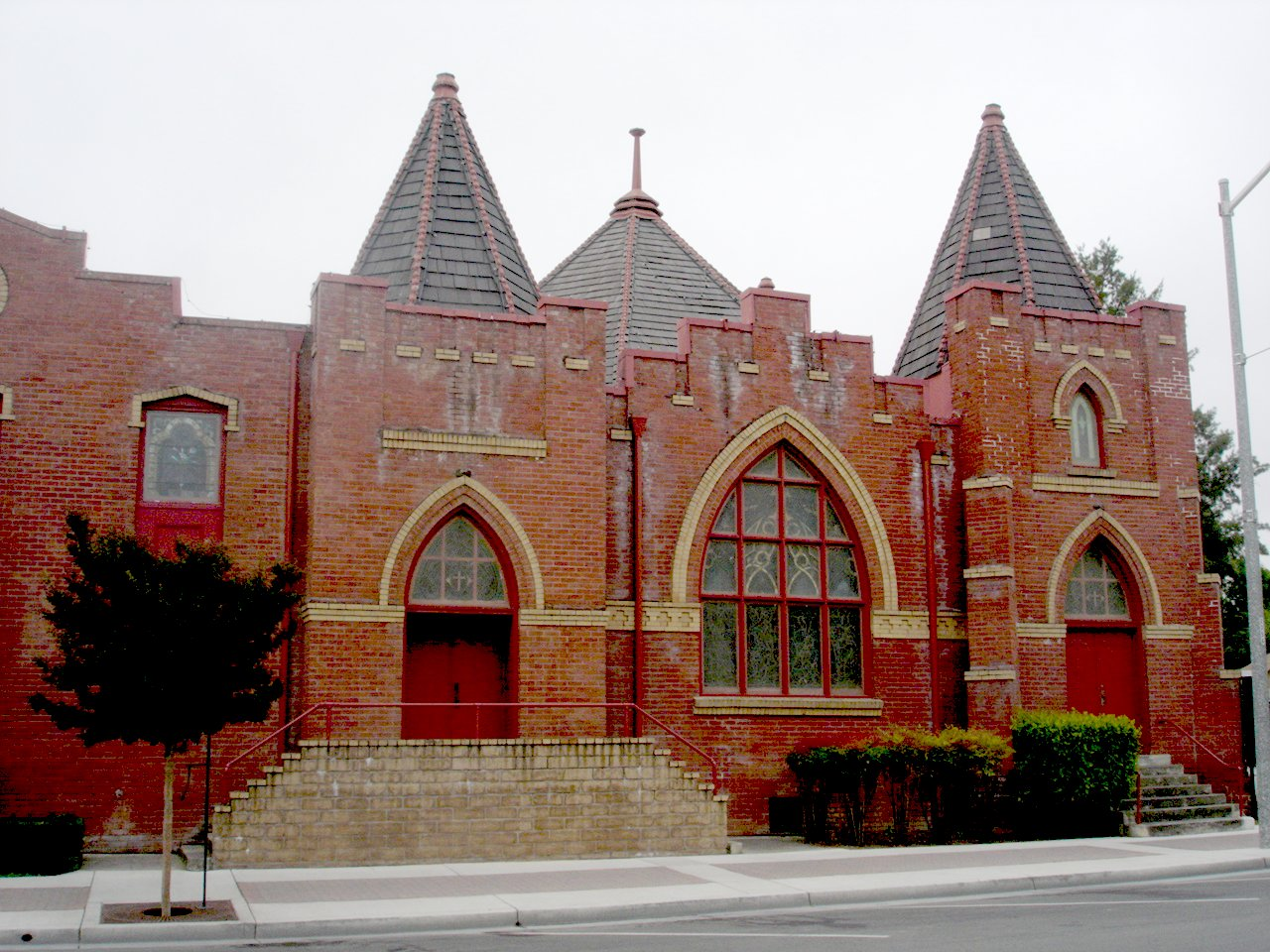
L’église méthodiste sur la 5e rue
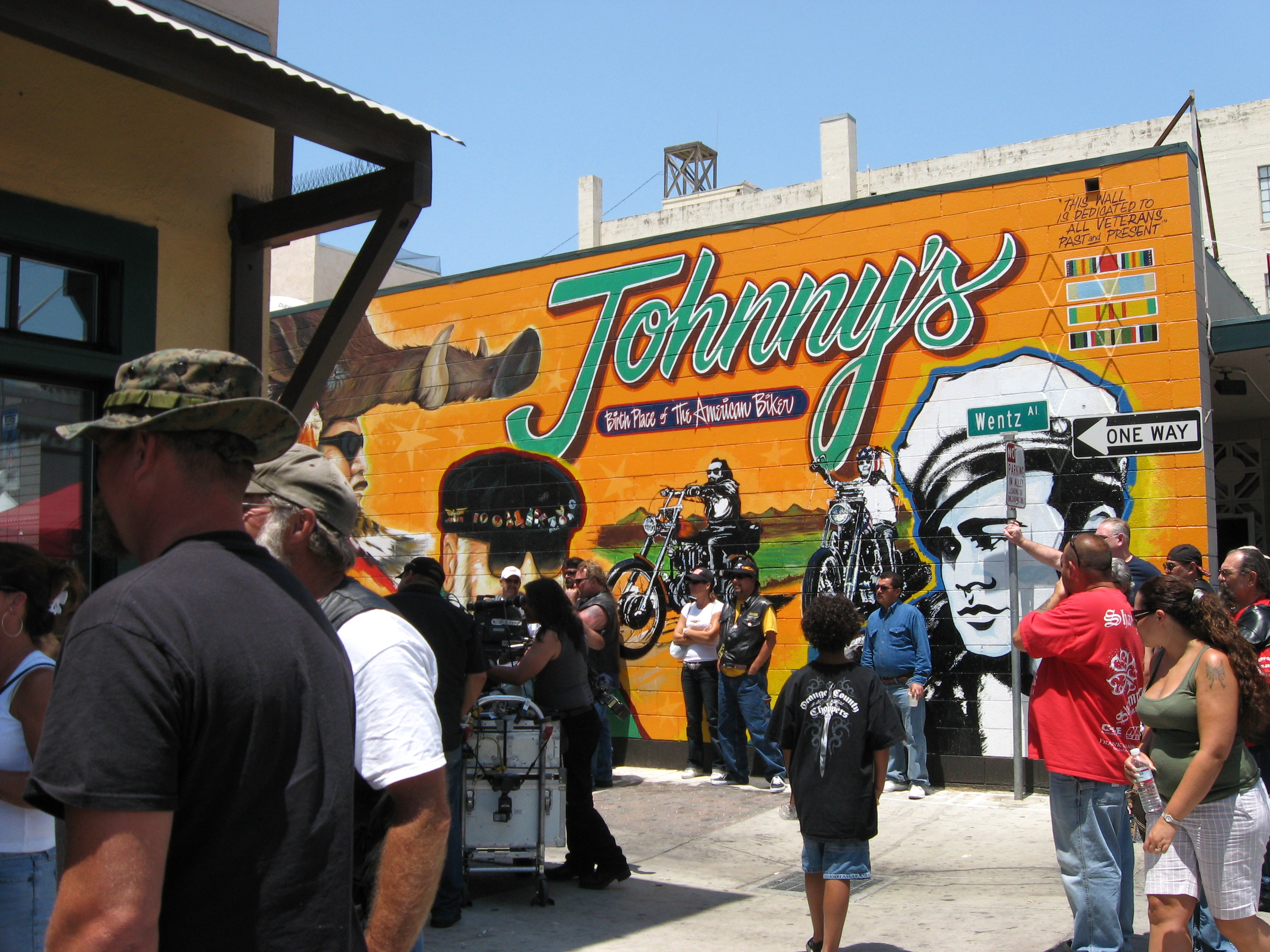
Rassemblement de motards en 2008

## Source
- (en) Cet article est partiellement ou en totalité issu de l’article de Wikipédia en anglais intitulé « Hollister, California » (voir la liste des auteurs).

1. ↑  (en) « Census of Population and Housing », Census.gov (consulté le 4 juin 2023)
2. ↑  « Statistiques des États-Unis - Californie - Profils des communautés de 2010 » (consulté en novembre 2020)